# Begraafplaats van Froidmont
De Begraafplaats van Froidmont is een gemeentelijke begraafplaats in het Belgische dorp Froidmont, een deelgemeente van Doornik (Henegouwen). De begraafplaats ligt aan de Rue des Déportés de Froidmont op 470 m ten noorden van het dorpscentrum (Église Saint-Piat). Ze heeft een rechthoekig grondplan en wordt omgeven door een bakstenen muur. De graven liggen rechts van het centrale pad, het linkse deel wordt nog niet gebruikt. De begraafplaats wordt afgesloten door een dubbel traliehek. 

## Belgische oorlogsgraven
Vlak bij de toegang liggen de graven van 30 Belgische gesneuvelden, oud-strijders en krijgsgevangenen uit de beide wereldoorlogen. 

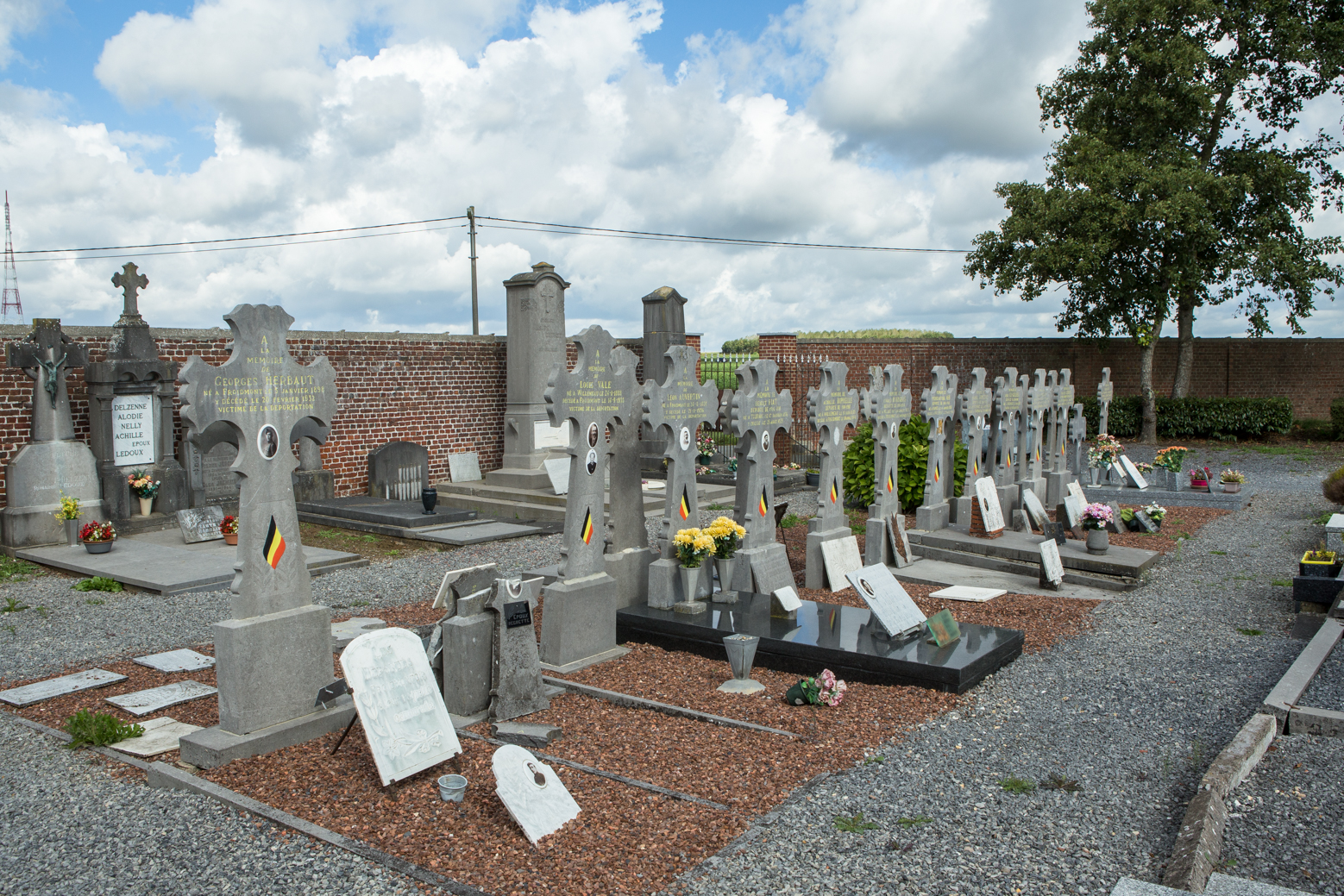
Belgische oorlogsgraven

## Britse oorlogsgraven
Achteraan op de begraafplaats ligt een perk met 9 Britse militaire graven uit de Eerste Wereldoorlog. De slachtoffers stierven tijdens de gevechten van het geallieerde eindoffensief in oktober en november 1918. Hun graven worden onderhouden door de Commonwealth War Graves Commission en staan er geregistreerd onder Froidmont Communal Cemetery.